# カマス語
カマス語（カマスご、Kamassian language）はウラル語族サモエード語派に属す死語。マトル語やセリクプ語とともに南サモエード語群に含まれる。（しかしこれは系統関係に則していない。）カマス方言とコイバル方言の2方言が存在する。最後の話者、 en:Klavdiya Plotnikovaが1989年に死去したことで死語となった。カマス語はロシアのウラル山脈の東側でカマス人によって話されていた。
「コイバル」は、ハカス語を話すようになった元カマス人を指す用語である。現代のコイバル人はサモエード人とハカス人、エニセイ人 の混合体である。

## 文献
- Britannica, 1984 Edition, Vol. 18, p. 1025
- Wixman, Ronald. The Peoples of the USSR. p. 109